# Café Racers
| Críticas profissionais | Críticas profissionais |
| Avaliações da crítica  | Avaliações da crítica  |
| Fonte                  | Avaliação              |
| ---------------------- | ---------------------- |
| Allmusic               | [ 1 ]                  |

Café Racers é o oitavo álbum de estúdio da cantora e compositora americana Kim Carnes.
O álbum teve três singles "Invisible Hands", "You Make My Heart Beat Faster (And That's All That Matters)" e "I Pretend". "The Universal Song" também foi lançada como single na Alemanha Ocidental, Áustria, Suíça, Holanda e Escandinávia.

## Faixas
1. "You Make My Heart Beat Faster (And That's All That Matters)" (Kim Carnes, Dave Ellingson, Martin Page, Brian Fairweather) - 4:35
2. "Young Love" (Gary O´Connor) – 4:14
3. "Met You at the Wrong Time of My Life" (Paul Wilson, B.P. Hurding) – 5:21
4. "Hurricane" (Kim Carnes, Bill Cuomo) – 4:30
5. "The Universal Song" (Bill Cuomo, Kim Carnes, Dave Ellingson) – 3:52
6. "Invisible Hands" (Martin Page, Brian Fairweather) – 3:12
7. "I Pretend" (Martin Page, Brian Fairweather) – 5:20
8. "Hangin' On by a Thread (A Sad Affair of the Heart)" (Kim Carnes) – 2:51
9. "A Kick in the Heart" (Mark Goldenberg) – 4:32
10. "I'll Be Here Where the Heart Is" (Kim Carnes, Craig Krampf, Duane Hitchings) – 4:43

Faixas bônus do relançamento de 2001
1. "You Make My Heart Beat Faster (And That's All That Matters) (versão estendida)" (Kim Carnes, Dave Ellingson, Martin Page, Brian Fairweather) – 6:07
2. "Hurricane (versão vocal prolongado)" (Kim Carnes, Bill Cuomo) – 4:13
3. "Invitation To Dance (Vocal Dance Mix)" (Kim Carnes, Dave Ellingson, Martin Page, Brian Fairweather) – 6:30